# Télécabine de la Roche de Mio
La télécabine de la Roche de Mio est une remontée mécanique de la station de sports d'hiver de La Plagne. Elle a été construite par Poma.
La construction du télécabine a débuté en 1974. À la suite des chutes de neige de septembre 1974, son ouverture a été reportée à la Noël 1975.
En 2003, les cabines ont été remplacées. Mais le débit n'est aujourd'hui plus assez important : colonne vertébrale du domaine du versant Bellecôte/Belle Plagne, et un chantier de remplacement de la vieille TCD6 en TCD10 est en cours.[réf. nécessaire]